# Rosalia hariola
Rosalia hariola är en skalbaggsart som först beskrevs av Thomson 1860.  Rosalia hariola ingår i släktet Rosalia och familjen långhorningar.
Artens utbredningsområde är Nepal. Inga underarter finns listade i Catalogue of Life.